# 베네데토 루티
베네데토 루티(이탈리아어: Benedetto Luti, 1666년 11월 17일~1724년 6월 17일)는 이탈리아의 화가, 제도사, 파스텔화가이다.

## 생애
루티는 1666년 11월 17일 피렌체에서 태어났다. 그는 1690년 로마로 이사하기 전에 안톤 도메니코 가비아니의 지도를 받았다.
로마에서 그는 루티의 파스텔 초상화를 열광적으로 좋아했던 토스카나 대공, 코시모 3세 데 메디치의 후원을 받았다. 루티는 그림이나 프레스코화에 대한 초기 습작과는 달리 최종 작품을 파스텔로  작업한 최초의 예술가 중 한 명이다.
루티는 콜론나가, 팔라비치니, 바르베리니, 오데스칼키 등 당시 로마의 유력 가문에 고용되었다. 그는 산조반니 인 라테라노 대성전을 포함한 여러 곳에 유화와 프레스코화를 그렸으며 1694년에는 산 루카 아카데미아의 회원이 되었다.
루티는 또한 성공적인 미술상이었으며 그림 학교를 운영했다. 그가 가르친 학생 중에는 조반니 파올로 파니니, 클로드 아눌피, 장바티스트 반 로, 윌리엄 켄트, 샤를앙드레 반 로, 플라치도 코스탄치 등이 있다.

## 갤러리

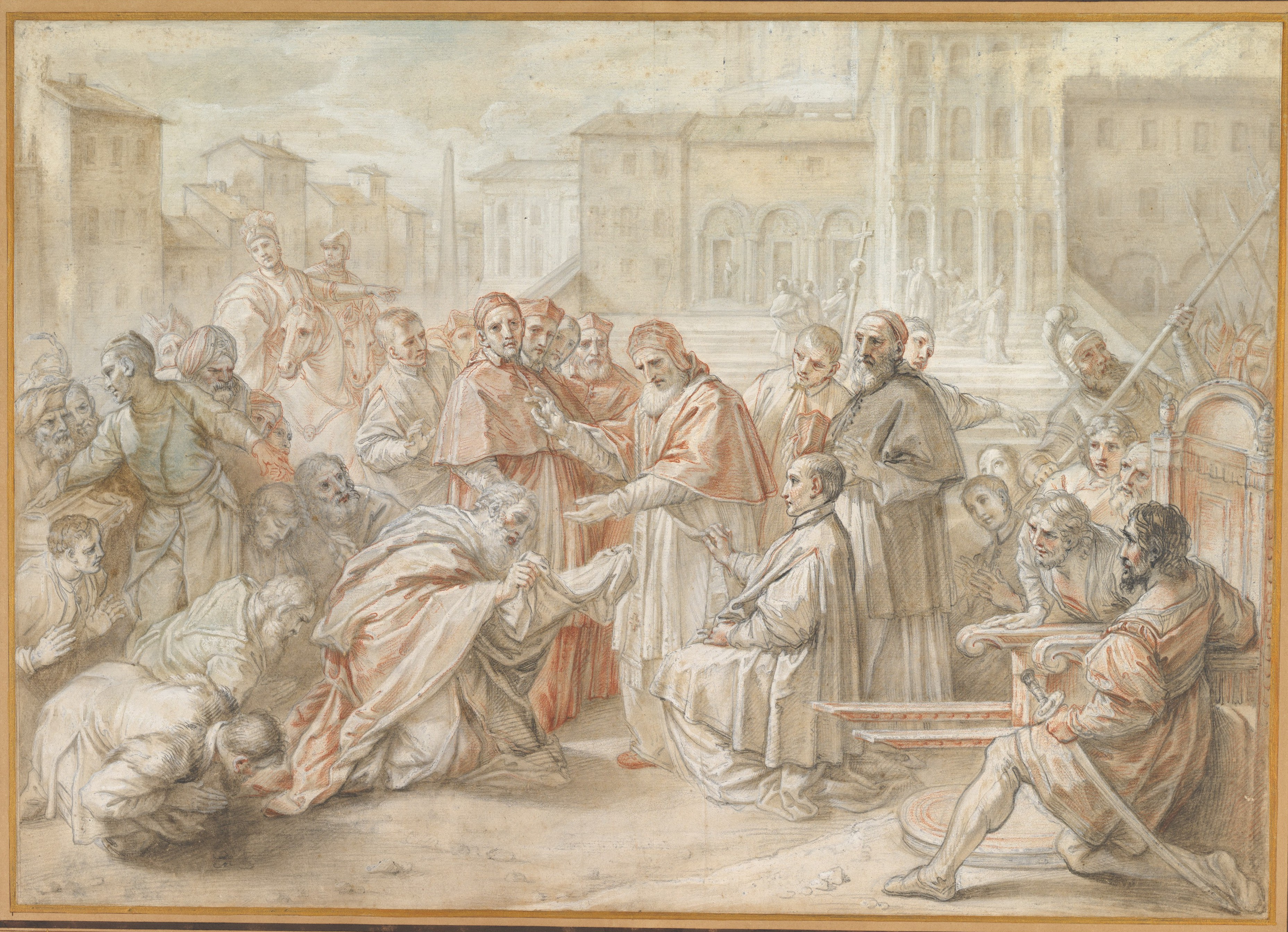
《비오 5세와 폴란드 국왕의 대사》, 1712년경, 메트로폴리탄 미술관
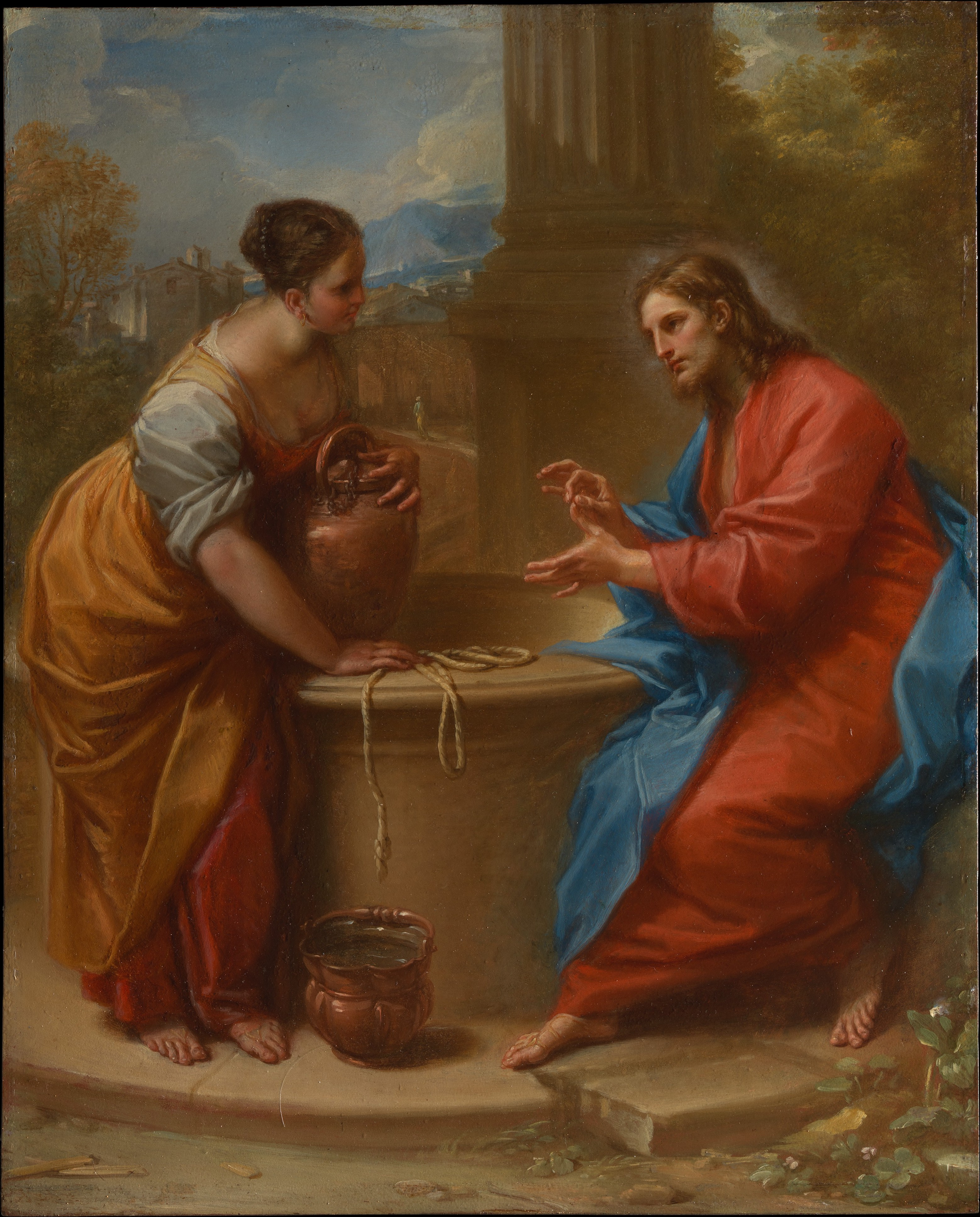
《그리스도와 사마리아의 여인》, 1715년~1720년, 메트로폴리탄 미술관
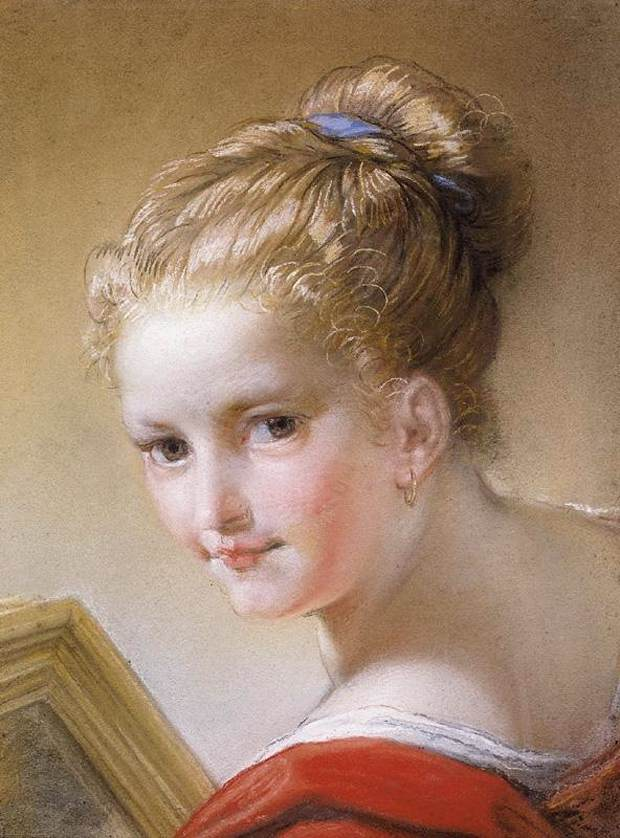
《어린 소녀》, 1717년
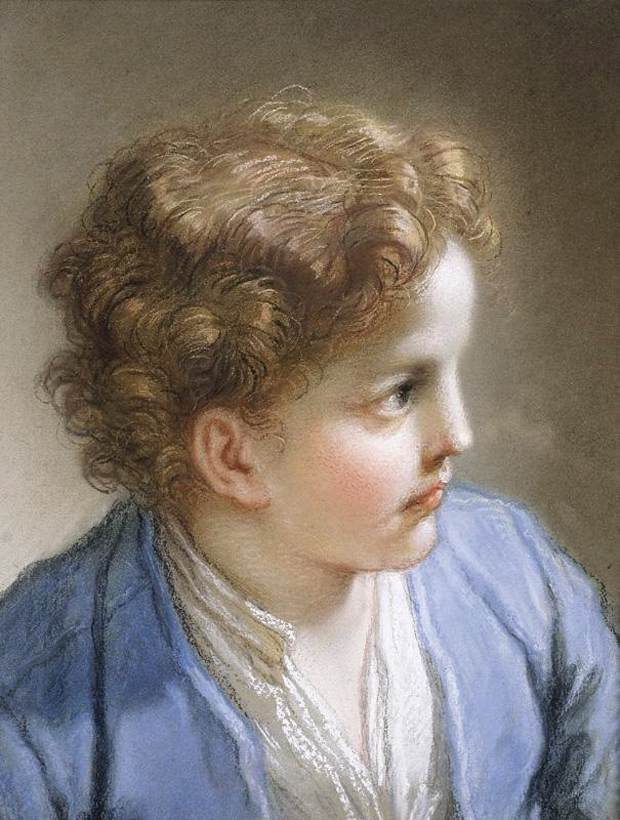
《어린 소년》, 1717년
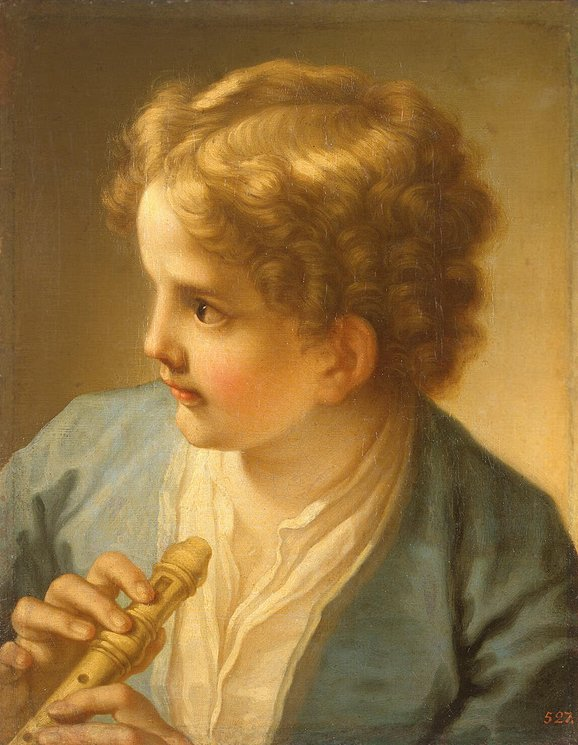
《플룻과 소년》, 1720년경, 에르미타시 박물관
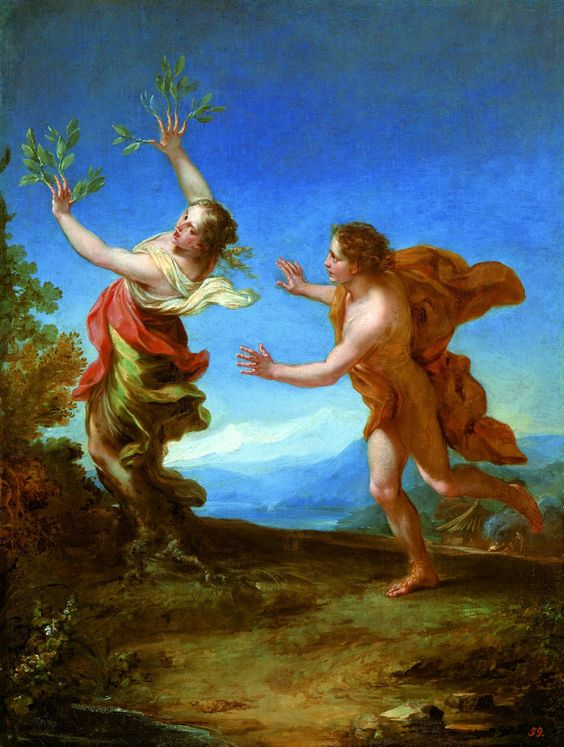
《아폴로와 다프네》, 와지엔키 궁전
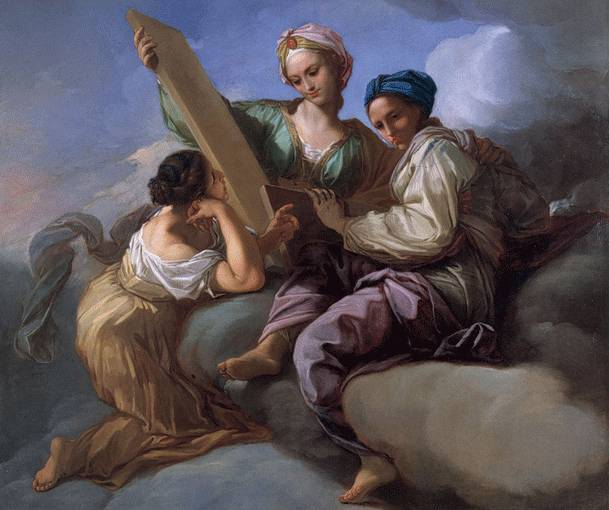
《지혜의 우화》
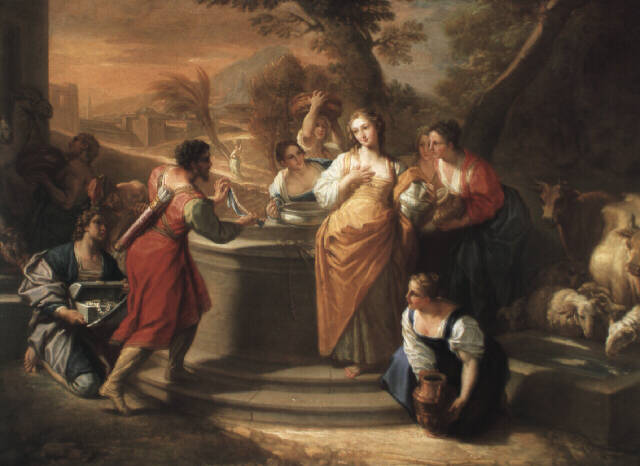
《우물에 있는 레베카》, 1700년경
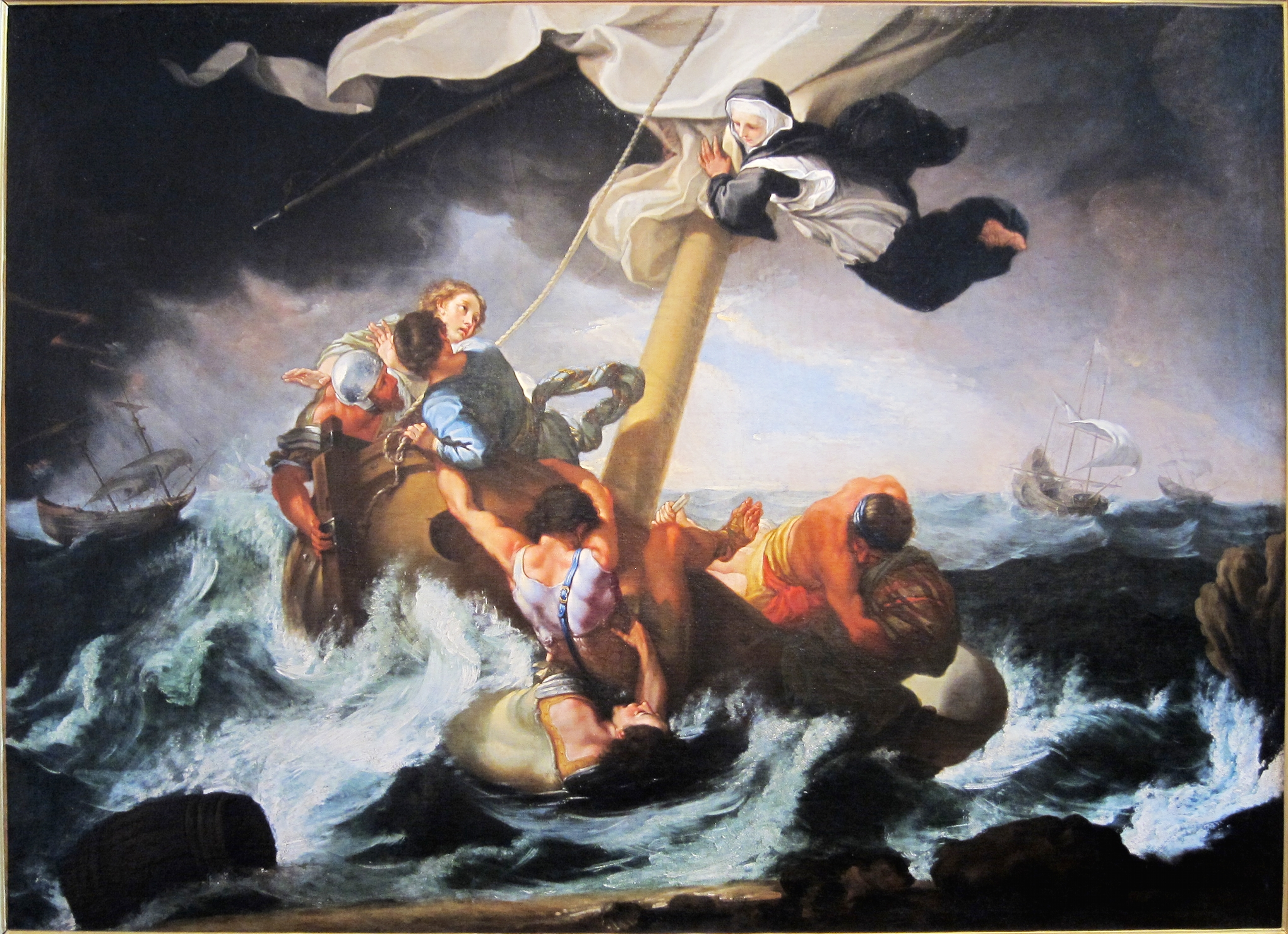
《잔해 속 배를 구하는 성 캐서린》
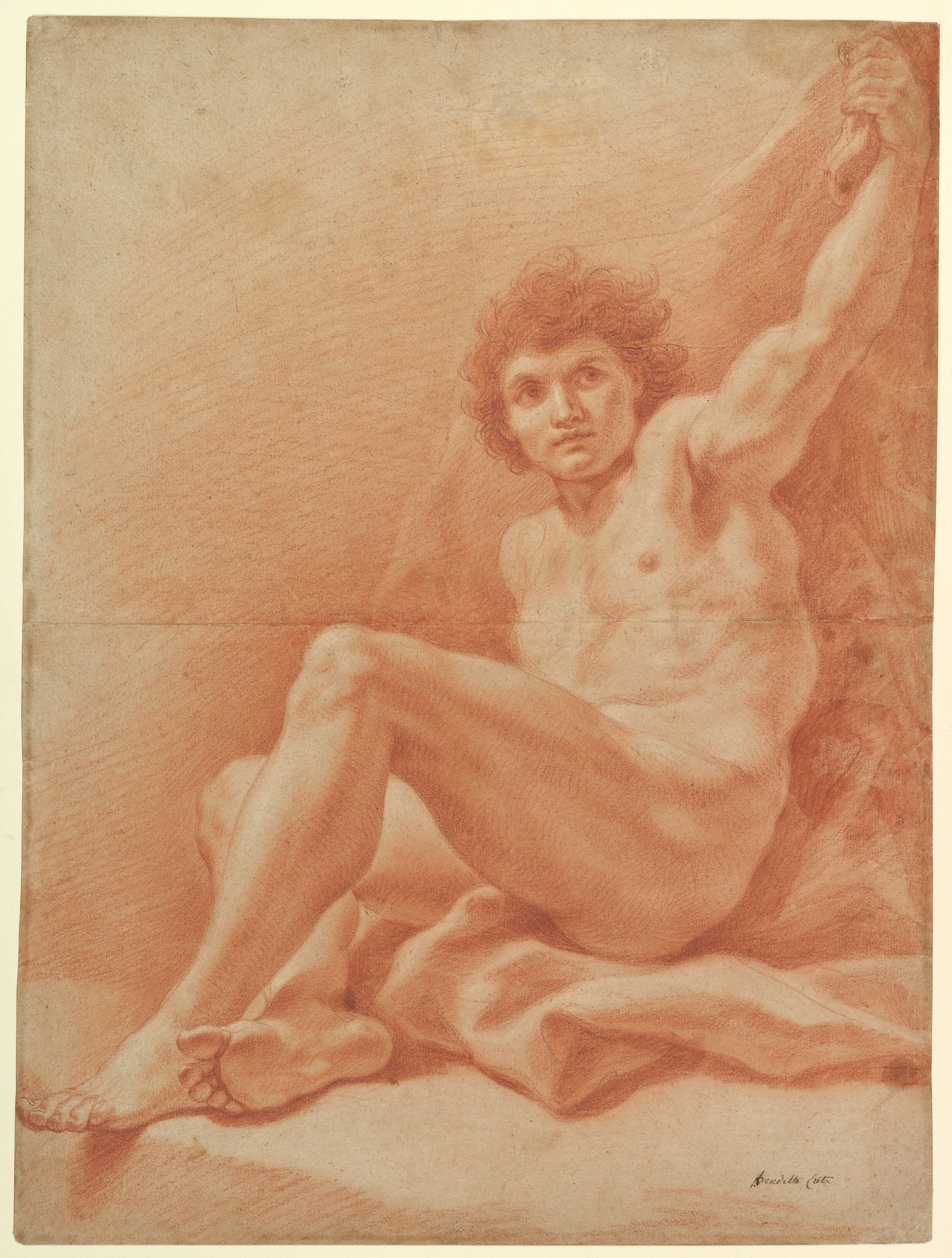
Seated Nude Male Figure (recto); Seated Figure (verso), 메트로폴리탄 미술관